# Sanjeev Pradhan
Sanjeep Pradhan (nepalí: सञ्जीप प्रधान) es un cantante nepalí intérprete de temas musicales cantados en nepalí y newar. Nació en el 10 de Baisakh 2031 B. S. en Katmandú. Se graduó en la carrera de mercadotecnia o comercio (B-Com).
Comenzó su carrera musical cuando tenía unos 17 años de edad y ha interpretado más de 120 canciones. Entre sus éxitos más conocidos están "Derulo ko Chautari Ma", "vitra NASA nasa" y entre otros.

## Discografía
- The Best Of Sanjeev
- Bhole Pheri
- Cha Lise Tapaye Wo
- Lumanthi (Newari)
- Sanjeev Pradhan
- Siri Ma Siri
- Tiki Jhya (Newari)
- My Unknown Songs
- Sanai Chhanda